# 启信宝
启信宝是中華人民共和國一家企業信息查詢網站，隸屬於上海合合信息科技发展有限公司，創始人為陈晏堂。2014年3月，当局宣布计划公开政府层面企业工商信息。不久启信宝這一企業查詢平台於2015年創辦。

## 外部連結
- 官方网站